# Rolling Heart
Rolling Heart（ローリング・ハート）は矢嶋良介のスタジオ・アルバム。

## 内容
矢嶋が初のオリジナル・アルバム。写真撮影はハービー山口が担当、全編モノクロである。「NAKED LOVE」は矢嶋とTWINZERの生沢佑一の掛け合いから始まっている。

## 批評
CDジャーナルでは本作の解説が主になっているものの、ハービーの写真撮影の姿勢を「美しい」と評した。

## 収録曲
全作詞・作曲：矢嶋良介
編曲：大堀薫（特記以外）TONE（M-2,5）
1. Back Street Crawler
2. 悲しみのShining Days
3. Rolling Heart 〜あの光の向こうへ〜
4. いつまでもLover's Day（Album Mix）
5. ALL MY LOVE
6. Don't Get Away
7. NAKED LOVE
8. 抱きしめる腕の中で 〜I wanna say to you〜
9. Rock'n Roll Night
10. 自由な風になれ

## 参加ミュージシャン
- 鈴木英俊 - ギター
- 増崎孝司（DIMENSION） - ギター
- 鈴木康志 - アコースティック・ギター、コーラス
- 大堀薫 - ベース、キーボード
- 小野塚晃（DIMENSION） - キーボード
- 増田隆宣 - キーボード
- 勝田一樹（DIMENSION） - サックス
- 加藤友彦 - ブルースハープ
- 生沢佑一（TWINZER） - コーラス